# Alte Trinkhalle (Bad Wildbad)

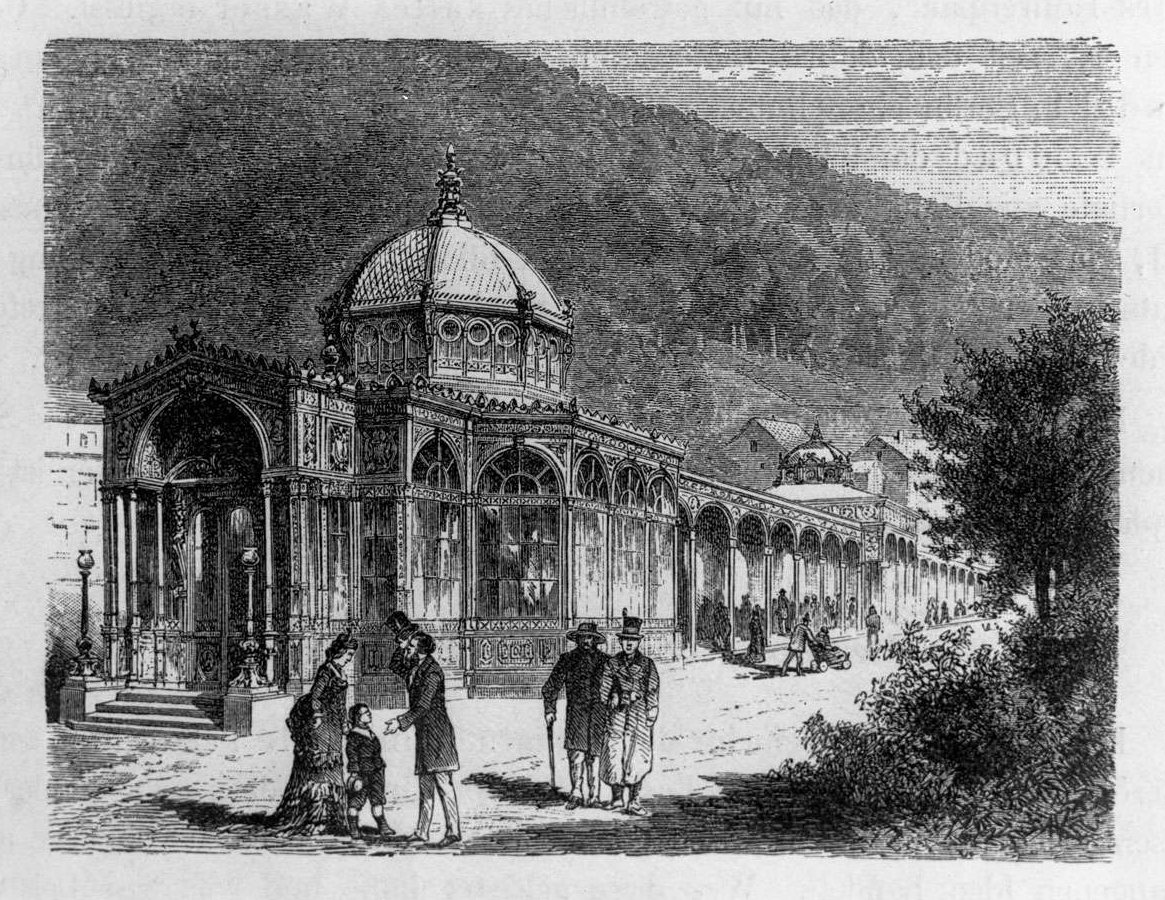
Alte Trinkhalle (Ansicht um 1900)

Die Alte Trinkhalle war ein Kurgebäude in Bad Wildbad im Schwarzwald. Sie stand von 1878 bis 1959 am nördlichen Eingang des Kurparks.

## Geschichte
Mit dem Bau des Graf-Eberhard-Bades wurde an dessen Nordfassade ein überdachter Trinkbrunnen eingerichtet. Es fehlte aber eine Wandelhalle für die seit dem 18. Jahrhundert bevorzugte Trinkkur. Erste Pläne aus dem Jahr 1865 sahen den Neubau einer Trinkhalle mit Badehaus im ehemaligen Pfarrgarten vor, wo man kurz zuvor neue Thermalquellen erbohrt hatte. Die Pläne nach dem Vorbild der Baden-Badener Trinkhalle wurden nicht ausgeführt, stattdessen entstand dort ab 1881 das König-Karls-Bad.
Der Wildbader Badearzt Wilhelm Theodor von Renz initiierte 1876 den Bau einer Trinkhalle am linken Enzufer beim damaligen Hotel Bellevue. Albert von Bok plante die Halle als Glas-Eisenkonstruktion, die 1878/1879 unter Leitung von Carl Beck erbaut wurde.
Die Trinkhalle gliederte sich in drei überkuppelte Pavillons mit dazwischenliegenden Arkadengängen. Am nördlichen Ende befand sich der Trinkhallenpavillon mit vorgelagertem Hauptportal. Im Innern führten Wendeltreppen zum tieferliegenden Thermalbrunnen. Der mittlere Musikpavillon erhielt einen eigenen Eingang und einen rückseitigen Orchesteranbau. Im südlichen Pavillon stand ein Kaltwasserbrunnen anstelle der ursprünglich vorgesehenen Molkenkurtheke.
Der Bau erstreckte sich auf rund 130 Metern Länge entlang der Enz. Ein noch erhaltener Steg führte von den Arkaden zum gegenüberliegenden Kurbereich, später kam eine Überbrückung auf Höhe des mittleren Pavillons dazu.
Das Gebäude wurde aus vorgefertigten Gusseisenteilen der Wasseralfinger Hüttenwerke errichtet. Die äußeren Pavillons und der Orchesteranbau waren verglast, die Arkaden dagegen völlig offen. Die Halle war nicht beheizbar und gegen Wind weitgehend ungeschützt. 1904 wurden die Arkadengänge verbreitert und auf der Enzseite verglast.
In den 1920er Jahren gab es Bestrebungen die Trinkhalle durch einen ganzjährig nutzbaren Neubau zu ersetzen. 1933/1934 entstand an anderer Stelle im Kurpark die Neue Trinkhalle.
Die alte Trinkhalle wurde 1959 wegen Baufälligkeit abgebrochen. Aus Sicht der Denkmalpflege lag der Grund in der mangelnden Wertschätzung historischer Bauwerke. Auf dem Gelände befindet sich seit 2003 die Endhaltestelle der Stadtbahn.